# Cirrospilus tricuspidatus
Cirrospilus tricuspidatus är en stekelart som beskrevs av Mao-Ling Sheng 1994. Cirrospilus tricuspidatus ingår i släktet Cirrospilus och familjen finglanssteklar. Inga underarter finns listade i Catalogue of Life.